# Юрино (Шольский сельсовет)
Юрино — деревня в Белозерском районе Вологодской области.
Входит в состав Шольского сельского поселения, с точки зрения административно-территориального деления — в Шольский сельсовет.
Расстояние по автодороге до районного центра Белозерска составляет 109 км, до центра муниципального образования села Зубово — 6 км. Ближайшие населённые пункты — Верховье, Лукьяново, Слобода.
Население по данным переписи 2002 года — 11 человек.